# Antíoc d'Alexandria
Antíoc d'Alexandria (en llatí Antiochus, en grec Ἀντίοχος) fou un escriptor grec que va escriure una obra sobre els poetes grecs de l'antiga Comèdia grega, segons Ateneu de Naucratis.
Fabricius creu que era el mateix Antíoc que va escriure una obra sobre tradicions mítiques ordenades segons els llocs on transcorrien, a partir de dades que va treure de Claudi Ptolemeu i Foci. Alguns autors pensen que és el mateix Antíoc que Antíoc d'Eges o Antíoc de Siracusa, però no es pot assegurar.